# 陈寅 (运动员)
陈寅（1986年3月29日—），河北秦皇岛人，中国男子游泳运动员。

## 生平
2008北京奥运会中国体育代表团成员。主攻200米蝶泳，曾进入世锦赛该项目决赛，成绩仅次于吴鹏。
2012年，陈寅代表中国出戰英國倫敦舉行的奥林匹克运动会游泳比賽男子200米蝶泳賽事。

## 运动经历
- 1993年 秦皇岛体校 教练夏月花
- 1998年 河北省游泳队 教练刘海涛
- 2005年 国家游泳队 教练刘海涛

## 主要成绩
- 2004年 全国游泳锦标赛 200米蝶泳 第一名（1:59.31）[3]
- 2005年 全国运动会 200米蝶泳 第二名
- 2006年 亚洲游泳锦标赛 200米蝶泳 第一名（1:57.31）
- 2006年 全国游泳冠军赛 200米蝶泳 第一名（1:58.46）
- 2007年 短池游泳世界杯柏林站 200米蝶泳 第一名
- 2007年 全国游泳冠军赛 200米蝶泳 第一名（1:58.04）
- 2008年 全国游泳冠军赛 200米蝶泳 第二名（1:55.62）